# هاسكل (أوكلاهوما)
هاسكل (بالإنجليزية: Haskell, Oklahoma)‏ هي بلدة أمريكية تقع في الولايات المتحدة في مقاطعة كوسكوغي، أوكلاهوما. يقدر عدد سكانها بـ 2,007 نسمة ومساحتها 5.6 كم2 ووترتفع عن سطح البحر 175 متر.

## التركيبة السكانية
حدّد مكتب تعداد الولايات المتحدة بيانات التركيبة السكانية لهاسكل في تعداد الولايات المتحدة. في ما يلي، التركيبة السكانية حسب تعدادي 2000 و2010.

### تعداد عام 2000
بلغ عدد سكان هاسكل 1,765 نسمة بحسب تعداد عام 2000، وبلغ عدد الأسر 679 أسرة وعدد العائلات 483 عائلة مقيمة في البلدة. في حين سجلت الكثافة السكانية 134.8 نسمة لكل كيلومتر مربع (349.1/ميل2). وبلغ عدد الوحدات السكنية 763 وحدة بمتوسط كثافة قدره 58.3 لكل كيلومتر مربع (151.0/ميل2).
وتوزع التركيب العرقي للبلدة بنسبة 72.75% من البيض و8.90% من الأمريكيين الأفارقة و10.88% من الأمريكيين الأصليين و0.06% من الأمريكيين ذوي الأصول الآسيوية و0.06% من الأعراق الأخرى و7.37% من عرقين مختلطين أو أكثر و0.68% من الهسبانيون أو اللاتينيون من أي عرق.
بلغ عدد الأسر 679 أسرة كانت نسبة 36.8% منها لديها أطفال تحت سن الثامنة عشر تعيش معهم، وبلغت نسبة الأزواج القاطنين مع بعضهم البعض 52.7% من أصل المجموع الكلي للأسر، ونسبة 13.7% من الأسر كان لديها معيلات من الإناث دون وجود شريك،  بينما كانت نسبة 4.7% من الأسر لديها معيلون من الذكور دون وجود شريكة وكانت نسبة 28.9% من غير العائلات. تألفت نسبة 26.1% من أصل جميع الأسر من عدة أفراد يعيشون في نفس المنزل ونسبة 15% كانت تتألف من شخص يعيش بمفرده يبلغ من العمر 65 عاماً أو أكثر. وبلغ متوسط حجم الأسرة المعيشية 2.54، أما متوسط حجم العائلات فبلغ 3.06.
بلغ العمر الوسطي للسكان 37.5 عاماً. وكانت نسبة 27.2% من القاطنين تحت سن الثامنة عشر، وكانت نسبة 7.9% بين الثامنة عشر والرابعة والعشرين عاماً، ونسبة 25.2% كانت واقعةً في الفئة العمرية ما بين الخامسة والعشرين والرابعة والأربعين عاماً، ونسبة 20.6% كانت ما بين الخامسة والأربعين والرابعة والستين، ونسبة 17.1% كانت ضمن فئة الخامسة والستين عاماً فما فوق. يوجد لكل 100 أنثى 85.8 ذكر، ويوجد لكل 100 أنثى في الثامنة عشر من عمرها فما فوق 83.5 ذكر.
بلغ متوسط دخل الأسرة في البلدة 25,542 دولارًا، أما متوسط دخل العائلة فبلغ 29,196 دولارًا. وكان متوسط دخل الذكور 26,413 دولارًا مقابل 19,926 دولارًا للإناث. وسجل دخل الفرد الخاص بالبلدة 12,805 دولارًا. وكانت نسبة 17.8% من العائلات ونسبة 21.8% من السكان تحت خط الفقر، وكان من هؤلاء نسبة 28.4% تحت سن الثامنة عشر ونسبة 19.2% في الخامسة والستين من العمر وما فوق.

### تعداد عام 2010
بلغ عدد سكان هاسكل 2,007 نسمة بحسب تعداد عام 2010، وبلغ عدد الأسر 760 أسرة وعدد العائلات 560 عائلة مقيمة في البلدة. في حين سجلت الكثافة السكانية 153.3 نسمة لكل كيلومتر مربع (397.0/ميل2). وبلغ عدد الوحدات السكنية 890 وحدة بمتوسط كثافة قدره 68 لكل كيلومتر مربع (176.1/ميل2).
وتوزع التركيب العرقي للبلدة بنسبة 65.72% من البيض و9.37% من الأمريكيين الأفارقة و13.10% من الأمريكيين الأصليين و0.05% من الأمريكيين ذوي الأصول الآسيوية و1.15% من الأعراق الأخرى و10.61% من عرقين مختلطين أو أكثر و2.14% من الهسبانيون أو اللاتينيون من أي عرق.
بلغ عدد الأسر 760 أسرة كانت نسبة 36.3% منها لديها أطفال تحت سن الثامنة عشر تعيش معهم، وبلغت نسبة الأزواج القاطنين مع بعضهم البعض 50.8% من أصل المجموع الكلي للأسر، ونسبة 17.2% من الأسر كان لديها معيلات من الإناث دون وجود شريك،  بينما كانت نسبة 5.7% من الأسر لديها معيلون من الذكور دون وجود شريكة وكانت نسبة 26.3% من غير العائلات. تألفت نسبة 22.4% من أصل جميع الأسر من عدة أفراد يعيشون في نفس المنزل ونسبة 11.2% كانت تتألف من شخص يعيش بمفرده يبلغ من العمر 65 عاماً أو أكثر. وبلغ متوسط حجم الأسرة المعيشية 2.61، أما متوسط حجم العائلات فبلغ 3.04.
بلغ العمر الوسطي للسكان 36.6 عاماً. وكانت نسبة 26.5% من القاطنين تحت سن الثامنة عشر، وكانت نسبة 9.6% بين الثامنة عشر والرابعة والعشرين عاماً، ونسبة 24.2% كانت واقعةً في الفئة العمرية ما بين الخامسة والعشرين والرابعة والأربعين عاماً، ونسبة 23.5% كانت ما بين الخامسة والأربعين والرابعة والستين، ونسبة 16.3% كانت ضمن فئة الخامسة والستين عاماً فما فوق. وتوزع التركيب الجنسي للسكان بنسبة 48% ذكور و52% إناث.

## أعلام
- تشارلي هاربر
- وليام بيلي بنيديكت
- جو بلانشارد
- جيك سيمونز جونيور
- جون سيمونز